# Latécoère 570
Il Latécoère 570 fu un bombardiere medio bimotore ad ala bassa sviluppato dall'azienda francese Forges et Ateliers de Construction Latécoère negli anni trenta e rimasto allo stadio di prototipo.
Modello dalla gestazione lunga e difficile, venne portato in volo per la prima volta nell'aprile 1939, a cinque anni dall'emissione delle prime specifiche, e dopo che i modelli concorrenti erano già entrati in servizio, precludendone l'avvio alla produzione in serie.

## Storia del progetto
Il Service technique de l'aéronautique (STAé) in data 17 novembre 1934, emise una specifica per la fornitura di un nuovo velivolo della categoria "B5" (bombardiere a cinque posti) in grado di trasportare 1 000 kg di bombe (che salivano fino a 1 500 kg su distanze più contenute) a una velocità massima non inferiore ai 400 km/h a 4 000 m di quota; al fine di rendere più agevole il raggiungimento delle prestazioni richieste, l'aereo non avrebbe dovuto essere dotato di postazioni difensive montate su torrette.
Il velivolo richiesto faceva parte della "seconda generazione" di macchine progettate per dotare l'Armée de l'air, l'aeronautica militare francese di recente costituzione come Arma autonoma e avrebbe dovuto discostarsi dai modelli allora in servizio, ovvero l'Amiot 143, il Bloch MB 200, il Farman F.222 il Lioré et Olivier LeO H-257 o il Potez 540, ispirati dalle teorie sul bombardamento strategico care a Giulio Douhet e Billy Mitchell ma oramai considerati obsoleti.
Nacquero così, più o meno contemporaneamente, i progetti dei concorrenti del Laté 570: l'Amiot 341, il Bloch MB 134, il Lioré et Olivier LeO 45 ed il Romano R.120; tutti progetti che, a seguito di una modifica alla specifica iniziale e indicata come programme A-21, furono rivisti in configurazione quadriposto e per i quali era previsto l'impiego di nuovi motori in grado di erogare la potenza di 1 000 CV anch'essi in corso di sviluppo. Nelle nuove specifiche figurava anche l'autonomia, non inferiore ai 1 500 km, la capacità di raggiungere quota 4 000 m in 15 min, e il ricorso a tecnologie, per l'epoca, avanzate quali l'adozione di eliche a passo variabile, di un carrello d'atterraggio retrattile e di torrette dorsali e ventrali anch'esse retrattili.
L'ufficio tecnico della Latécoère elaborò un progetto relativo ad un velivolo dall'aerodinamica complessivamente pulita, caratterizzata dalla costruzione interamente metallica, dall'adozione di un'ala monoplana, montata bassa e a sbalzo, che integrava una coppia di gondole in cui inserire altrettanti motori radiali, e di una coda a doppia deriva.
La realizzazione del prototipo ebbe un'evoluzione piuttosto complessa: la fase degli studi preliminari e la costruzione del prototipo, iniziata verso aprile 1937, si svolsero presso gli stabilimenti di Tolosa per proseguire però in quelli di Bayonne, dove venne completato, con il risultato che il prototipo volò, ai comandi del collaudatore Yves Lascombe, solamente nell'agosto 1939, già in ritardo rispetto alla concorrenza. Le prove ufficiali, effettuate da personale CEMA presso la base aerea di Orleans-Bricy, ebbero luogo dall'inizio del 1940, quando Amiot 351 e Lioré et Olivier LeO 45 erano già in servizio. Queste rivelarono che il modello, pur avendo prestazioni complessive inferiori alle aspettative, possedeva buone caratteristiche di volo e inoltre i motori adottati, gli Hispano-Suiza 14Aa, avevano raggiunto l'affidabilità che ancora mancava agli altri prototipi della specifica B4. Le vicende legate alla campagna di Francia videro la sospensione dell'attività del 570 e, con l'occupazione tedesca della base aerea del giugno 1940, l'acquisizione dell'unico esemplare realizzato da parte della Wehrmacht, tuttavia il personale della Luftwaffe non ritenne interessante il modello che rimase inutilizzato.

## Utilizzatori
Francia
- Armée de l'air

### Annotazioni
1. ↑  Agenzia dello Stato francese responsabile del coordinamento di studi sul trasporto aereo. Creata nel 1916 come sezione tecnica dell'aeronautica, l'istituzione esisterà fino al 1980 quando, a seguito di una revisione delle diverse organizzazioni legate al trasporto aereo, vedrà i propri poteri sparsi in diversi servizi tecnici del programma di servizio aerospaziale.

### Fonti
1. ↑  Cuny 1992, p. 257.
2. 1 2 3 4 5 6  Danel, 1967, p. 3.
3. 1 2 3 4  Pelletier, 2009, p. 24.
4. ↑  Danel, 1967, p. 4.

### Pubblicazioni
- (EN) Raymond Danel, The Lioré et Olivier LeO 45 Series, in Aircraft Profile, n. 173, Leatherhead, Surrey, UK, Profile Publications, 1967.